# Valentin Kononen
Valentin Kononen (Helsinki, 7 marzo 1969) è un ex marciatore finlandese, campione mondiale della 50 km nel 1995.

## Record nazionali

### Seniores
- Marcia 10 km: 39'20 ( Helsinki, 11 giugno 1999)
- Marcia 20 km: 1h20'42 ( Heinola, 7 maggio 2000)
- Marcia 50 km: 3h39'34 ( Dudince, 26 marzo 2000)
- Marcia 5.000 metri indoor: 18'47"26 ( Jyväskylä, 13 febbraio 1999)

## Palmarès
| Anno | Manifestazione  | Sede       | Evento       | Risultato | Prestazione | Note |
| ---- | --------------- | ---------- | ------------ | --------- | ----------- | ---- |
| 1990 | Europei         | Spalato    | Marcia 50 km | 6º        | 4h03'07     |      |
| 1991 | Mondiali        | Tokyo      | Marcia 50 km | 5º        | 4h02'34     |      |
| 1992 | Giochi olimpici | Barcellona | Marcia 50 km | 7º        | 3h57'21     |      |
| 1993 | Mondiali        | Stoccarda  | Marcia 50 km | Argento   | 3h42'02     |      |
| 1995 | Mondiali        | Göteborg   | Marcia 50 km | Oro       | 3h43'42     |      |
| 1996 | Giochi olimpici | Atlanta    | Marcia 50 km | 7º        | 3h47'40     |      |
| 1997 | Mondiali        | Atene      | Marcia 50 km | 9º        | 3h53'40     |      |
| 1998 | Europei         | Budapest   | Marcia 50 km | Argento   | 3h44'29     |      |
| 2000 | Giochi olimpici | Sydney     | Marcia 50 km | -         | DSQ         |      |